# Arent Jacob Otto van Wassenaer van Catwijck
Arent Jacob Otto baron van Wassenaer, heer van de beide Katwijken en 't Zandt ('s-Gravenhage, 2 december 1930 − Amsterdam, 18 augustus 1996) was een Nederlands hoogleraar privaatrecht.

## Biografie
Van Wassenaer werd geboren als telg uit het oud-adellijke geslacht Van Wassenaer en zoon van Godfried Hendrik Leonard baron van Wassenaer, heer van de beide Katwijken en 't Zandt (1894-1954), hoofdingeland van Hoogheemraadschap van Rijnland, en jkvr. Sylvia Augusta van Lennep (1897-1995), telg uit het geslacht Van Lennep. Hij trouwde in 1954 met de kinder- en jeugdpsychotherapeut Louise Wiarda (1933), dochter van jurist mr. Gerard Wiarda (1906-1988), met wie hij vier kinderen kreeg. Na zijn rechtenstudie werd hij bedrijfsjurist, hoofdingeland en hoogheemraad van Rijnland, en directiesecretaris van een levensverzekeringsmaatschappij. Vanaf 1968 was hij arrondissementsrechter in zijn geboorteplaats. Hij promoveerde in 1971 te Leiden op Eigen schuld, met als promotor mr. Huib Drion. Zes jaar later werd hij hoogleraar privaatrecht aan de Vrije Universiteit Amsterdam hetgeen hij tot 1993 zou blijven. Hij zou zich na zijn promotie met schadevergoedingsrecht blijven bezighouden en erover publiceren, en ook in de media zou hij aandacht vragen voor onverzekerden. In 1993 nam hij afscheid als hoogleraar waarbij hem een opstellenbundel werd aangeboden. In datzelfde jaar werd hij bij de lintjesregen benoemd tot Ridder in de Orde van de Nederlandse Leeuw.
Van Wassenaer van Catwijck overleed in 1996, als hoofd van het geslacht, op 65-jarige leeftijd. Zijn zoon mr. Arent Godfried Jan baron van Wassenaer, heer van de beide Katwijken en 't Zandt (1956), volgde hem op.